# Svetosavski nacionalizam
Svetosavski nacionalizam je desna politička ideologija koja predstavlja spoj srpskog nacionalizma i pravoslavnog klerikalizma.
Ova ideologija je nastala 1930-tih godina u Kraljevini Jugoslaviji. Njeni najznačajniji ideolozi su pravoslavni episkop Nikolaj Velimirović i srpski profašistički političar Dimitrije Ljotić. Pobjedom komunizma nakon Drugog svjetskog rata ova ideologija je potisnuta, a neki njeni aspekti nastavljaju se razvijati među pravoslavnim teolozima. Svetosavski nacionalizam je od 1990-tih ponovo prisutan na političkoj sceni Srbije, a zastupaju ga neke desničarske organizacije (Otačastveni pokret Obraz, Sveti Justin, Dveri srpske...) i pojedinci unutar Srpske pravoslavne crkve.
Suština svetosavske ideologije je sintagma - jedan narod, jedne religije u jednoj državi. Svetosavski nacionalisti se zalažu za ono što nazivaju srpskim srednjovjekovnim vrijednostima (bogoljublje, viteštvo, sabornost) i za uspostavljanje srpske pravoslavne teokracije na prostoru od "Kupe do Vardara i od Dunava do Jadranskog mora". Pristaše ove ideologije odbacuju zapadnu kulturu, demokraciju, liberalizam, ljudska prava, republikanske vrijednosti, antifašističku tradiciju i ekumenski dijalog.
Pojedini kritičari u pojavi svetosavskog nacionalizam unutar Pravoslavne crkve vide filetizam, koji je na Carigradskom saboru 1872. osuđen kao moderna hereza.

## Pojam
Izraz svetosavlje se počeo koristiti u Srbiji krajem 1930-ih godina po osnivaču srpske crkve Svetom Savi, i njime je naglašavan etnički srpski karakter, nasuprot univerzalnom karakteru pravoslavne crkve.
Analitičari smatraju da je svetosavlje "sofisticirana intelektualna konstrukcija" koja ima obilježja sakralizacije nacije i nacionalizacije religije; ono postavlja pravoslavlje u središte srpskog nacionalizma, zatvarajući tako prolaz nepravoslavnima u srpsku političku sferu.
Neki autori izbjegavaju riječ svetosavlje za opisivanje te ideologije zato što ona »nema neposrednu vezu sa imenom i djelom Save Nemanjića«. Oni naglašavaju da je Nikolaj Velimirović Svetom Savi pripisao nacionalizam kojeg kod njega nema.

## Povijest

### Kraljevina Jugoslavija
Svetosavski nacionalizam kao ideologija je nastao je u vrijeme uspona fašizma u Europi, 1930-tih godina. Razvio ju je Nikolaj Velimirović (1880. – 1956.), episkop SPC, čiji politički stavovi do danas izazivaju podijeljenost javnosti. Tokom 1930-tih Velimirović je bio glavni glas kršćanskog nacionalizma u Srbiji. Zalagao za uspostavljanje društva na pravoslavnim kršćanskim tradicijama i srpskom obliku religioznog nacionalizma i monarhizma. U svom predavanju pod naslovom "Nacionalizam Svetog Save" na Kolarčevom narodnom sveučilištu u Beogradu 1937. godine on je iznio kontroverznu tvrdnju da su pokušaji Adolfa Hitlera o njemačkoj nacionalnoj crkvi slične zamislima Svetog Save o narodnoj vjeri i crkvi:
Velimirović nakon toga zaključuje da je Srbima taj posao napravio Sveti Sava još prije 700 godina, i "otuda je nacionalizam srpski, kao stvarnost, najstariji u Europi". Nikolaj Velimirović je propagirao odbacivanje "svih stranih običaja i površnih zapadnih tradicija", uključujući demokraciju, jednakost, individualizam, vjersku snošljivost i druge vrijednosti modernizma i prosvjećenosti. On smatra da je arijevskoj rasi sudbina dodijelila ulogu glavni nositelja kršćanstva u svijetu.
Izrazito protukomunističko, pa čak i profašističko opredjeljenje ove ideologije je nastalo djelom pod utjecajem Ruske zagranične crkve (osnovane 1921. u Srijemskim Karlovcima) i pripadnika ruske monarhističke bijele emigracije koji su nakon Listopadske revolucije i Ruskog građanskog rata izbjegli u Kraljevinu Jugoslaviju.

### Drugi svjetski rat
Izgradnji ove ideologije je doprinio i Dimitrije Ljotić, srpski desničarski političar i suradnik nacista tijekom Drugog svjetskog rata. On je bio veliki protivnik zapadne demokracije, pluralizma i individualističkog načela, a zalagao se za stalešku monarhiju i korporativističko uređenje društva (sabornost). Veličao je seoske vrijednosti i tradicionalno uređenje društva po formuli: Bog u svemiru, kralj u državi, domaćin u domu. Pod Velimirovićevim ideološkim utjecajima, Ljotić je osnovao svoj fašistički pokret Zbor čija su glavna načela bila: protukomunizam, borba protiv "židovske zavjere" i zalaganje za staleško uređenje države. Ovaj pokret je nakon njemačke okupacije Srbije 1941. godine stavljen u službu nacističkog režima.
Tijekom vojne uprave u Srbiji (1941. – 1944.), antisemitizam je postao jedna vrsta "kulturološkog rodnog pojma" koji je, između ostalog, obuhvaćao komunizam, demokraciju, liberalizam, kapitalizam i ostalo. Židovima je, pored kolektivne krivice za ubojstvo Krista, pripisivana i krivnja za francusku i listopadsku revoluciju, kao i za boljševizam koji je predstavljen kao "posljednja forma židovske pakosti". 22. studenog 1941. u Beogradu je otvorena propagandistička Antimasonska izložba protiv komunista, Židova i masona, koju je financirao grad Beograd.
Za razliku od Ljotića, Velimirović je odbio suradnju s nacistima tokom okupacije, zbog čega je odveden u njemački logor Dachau. U svojoj knjizi "Kroz tamnički prozor", napisanoj 1944. godine u logoru Dachau, Velimirović vidi kulturu kao "zbir svih zala", i predlaže da Crkva propiše jedan molitveni dan u godini, kad će se sav narod sa svojim starješinama moliti Bogu da ga spasi od kulture. U istom spisu, Velimirović za izbijanje Drugog svjetskog rata optužuje gotovo sve suvremene ideologije Europe, osim fašizma, čiji izum pripisuje Židovima, odnosno "njihovom ocu vragu":
Zbog ovog i drugih tekstova, mnogi autori smatraju Nikolaja Velimorovića za bitnog ideologa srpskog antisemitizma. Velimirovićevi antižidovski stavovi su bili mješavina religioznog anitisemitizma, koji je imao dugu povijest u kršćanstvu, i antisemitskih teorija zavjere iz 19. stoljeća, koje su bile rasprostranjene širom Europe uoči Drugog svjetskog rata.
Dimitrije Ljotić je poginuo 23. travnja 1945. kod Ajdovščine u Sloveniji prilikom povlačenja pred Narodnooslobodilačkom vojskom Jugoslavije. Nikolaj Velimirović je u nadgrobnom govoru istakao da je Ljotić bio veliki "kršćanski državnik" i da sada "pripada nebeskoj Srbiji". Po završetku fašističke okupacije i uspostavljanju nove komunističke vlasti, Nikolaj Velimirović je, zbog bliskosti s Dimitrijem Ljotićem i povezanosti s političkom organizacijom Zbor, izbjegao iz zemlje. Umire u egzilu.

### SFR Jugoslavija
U razdoblju SFR Jugoslavije Nikolaj Velimirović je smatran suradnikom fašista i izdajnikom. Crkva je bila odvojena od države, a Nikolajeva politička ideologija u Jugoslaviji nije imala javnih zastupnika ni pristaša.
Međutim, neke aspekte ove ideologije, posebno njen protuekumenski karakter, su razvijali pojedini teolozi Srpske pravoslavne crkve. U osudi "hereze ekumenizma" posebno su prednjačili Justin Popović i njegovi učenici.
Nakon Titove smrti, sredinom 1980-ih godina, započinje proces rehabilitacije Nikolaja Velimirovića u Šabačko-valjevskoj eparhiji, gdje je kao episkop služio Jovan Velimirović, njegov sinovac.

### Raspad SFRJ
Raspadom SFRJ i dolaskom Miloševića na vlast, Srpska pravoslavna crkva je vraćena na političku scenu u Srbiji. Pritom, svetosavski nacionalizam postaje dominantna struja unutar Srpske pravoslavne crkve. Povjesničar Petar Atanacković smatra da je suština ideološkog programa SPC sadržana u tezi da snažna država u simbiozi sa snažnom pravoslavnom crkvom treba zajednički predvoditi jedno, u svakom pogledu homogeno, srpsko društvo. Ova ideologija se pri tom oslanja na stara načela: "pravoslavlje-samodržavlje-sabornost" ili "bog na nebu-kralj na zemlji-domaćin u kući". Atanacković smatra da Srpska pravoslavna crkva "očito teži postizanju jednog staleškog poretka", koji je postojao u srednjem vijeku, ali koji je izgubljen i koji stoga treba oživjeti.
Tokom 1990-ih godina u Srbiji se javljaju pojedinci i skupine koje počinju javno zastupati ideologiju svetosavskog nacionalizma (Otačastveni pokret Obraz, Sveti Justin Filozof, Dveri srpske). Također, dolazi do obnovljenog zanimanja za ideologije Dimitrija Ljotića, Milana Nedića, Nikolaja Velimirovića i Velike Srbije. Trojstvo svetosavskog nacionalizma - bog na nebu, kralj u državi, domaćin u obitelji - postaje jako učestala u govorima nacionalističkih prvaka. Kao glasnogovornike nacionalizma unutar Crkve 1990-ih godina, kritičari navode sljedeća četiri episkopa: Amfilohija Radovića, Artemija Radosavljevića, Atanasija Jevtića i Irineja Bulovića. Nacionalistička struja u Srpskoj pravoslavnoj crkvi je smatrala Velimirovićevu rehabilitaciju načinom da se srpsko nacionalno biće "pročisti od sablasti komunizma". Mošti vladike Nikolaja prenijete su u Srbiju u svibnju 1991. godine, u danima kada je započinjao rat na području bivše Jugoslavije.
Tijekom raspada Jugoslavije 1990-ih, neke vladike i svećenici Srpske pravoslavne crkve su propovijedali nacionalizam, stavivši se otvoreno u službu vojske. Patrijarh srpski Pavle se otvoreno izjasnio protiv takve pojave, ali nije mogao zaustaviti vladike u ratnim vremenima. Suočavajući se sa zahuktalim nacionalizmom, srpski patrijarh je apelirao: 
"Budimo ljudi, iako smo Srbi". Patrijarh Pavle je 1990-ih otvoreno govorio da ne želi ni najmanju Srbiju ako će ona biti stvorena po cijenu smrti i jednog djeteta bilo koje vjere i nacije.

### Suvremeno razdoblje
Nakon petolistopadskih promjena 2000. godine, u Srbiji dolazi do jačanja klerikalizma. U studenom 2000. godine Arhijerejski sabor zahtijeva uvođenje vjeronauka kao redovnog predmeta u državne škole, a predstavnici Ureda za vjeronauk pri srpskoj patrijaršiji su priopćili kako bi "država morala pravoslavlje proglasiti državnom religijom, odnosno, da država Srbija treba potvrditi kao pravoslavna država". Krajem iste godine odobravava se prisustvo svećenika u vojnim institucijama. 2001. godine je uredbom Vlade Republike Srbije vjeronauk uveden u državne škole kao izborni predmet. U narednim godinama, lik i djelo Nikolaja Velimirovića bivaju rehabilitirani, a Sveti arhijerejski sabor Srpske pravoslavne crkve ga 19. svibnja 2003. godine kanonizira za sveca.
U ovom razdoblju, grupe koje zastupaju svetosavski nacionalizam počinju jačati. Jedna od njih, Otačastveni pokret Obraz, skreće na sebe pažnju javnosti nakon nasilnog gušenja povorke ponosa 2001. godine. Tijekom narednih godina, ova organizacija silom sprečava veliki broj političkih, kulturnih, umjetničkih i vjerskih manifestacija s čijom se suštinom ne slaže. Obraz glasno zastupa svetosavski nacionalizam, zalažući se za uspostavljanje kršćanskih vrijednosti, služeći se nasiljem kao sredstvom. Vremenom je djelovanje Obraza skrenulo na sebe pažnju policije, koja je 2005. godine objavila izvještaj u kojem njihovu ideologiju ocjenjuje kao klerofašizam, mješavinu pravoslavnog klerikalizma i fašizma.
U nedjelju 9. studenog 2008. godine militantne pristaše svetosavskog nacionalizma, tzv. "obrazovci" su čak prekinuli i liturgiju u pravoslavnoj sabornoj Crkvi svetog Georgija u Smederevu, jer se nisu slagali s načinom na koji je izvođena. 9. svibnja 2009. u Sabornoj crkvi u Beogradu je održana je zadušnica Milanu Nediću, Dimitriju Ljotiću i njihovim pristašama.
Kritičari ocjenjuju da je posljednjih godina odnos Srpske pravoslavne crkve prema ostatku kršćanskog svijeta sve više sektaški i da SPC vodi politiku izolacionizma. Na katoličku Crkvu se isključivo gleda kroz Nezavisnu državu Hrvatsku, Pavelića, pokolje i Jasenovac. Odnos prema pravoslavnoj Vaseljenskoj patrijaršiji je također loš zbog toga što se SPC protivi njenom ekumenskom opredeljenju.

## Obilježja
Obilježja svetosavskog nacionalizma su:
- "Srbstvo", odnosno zalaganje za obnovu srednjovjekovnih srpskih vrijednosti (bogoljublje, viteštvo, sabornost[32]).
- Pravoslavlje, odnosno srpska inačica pravoslavlja - svetosavlje.
- Nacionalizam, koji ima obilježja krajnjeg šovinizma prema Albancima,[38] Hrvatima,[39] Bošnjacima[40] i drugim narodima.
- Monarhija, odnosno zalaganje za povratak dinastije Karađorđevića na prijestolje.[41]
- Teokracija ("država sa Božijim blagoslovom" na čelu s "kristoljubivim vladarom" i vjerskim sustavom obrazovanja.[42])
- Velika Srbija (jedinstvena srpska država od "Kupe do Vardara i od Dunava do Jadranskog mora"[3])
- Militarizam, oslanjanje na silu i potenciranje industrije naoružanja kao najvažnije gospodarske grane.[32])
- Klerikalizam, odlučujući utjecaj pravoslavnog crkvenog klera na politički i društveni život.
- Korporativizam ili sabornost, odnosno staleško uređenje društva.
- Odbacivanje demokracije i republikanskih vrijednosti.[42]
- Protuliberalizam, odbacivanje ljudskih prava i sloboda, pluralizma i individualnosti.
- Protuzapadnjaštvo, odbacivanje zapadne kulture i protivljenje evropskim integracijama.[25]
- Protuekumenizam, protivljenje ekumenskom dijalogu i Svjetskom vijeću crkava
- Protukomunizam, koji podrazumijeva odbacivanje antifašističke tradicije i političkih ideologija ljevice i centra.[43]
- Antisemitizam, potenciranje judeo-masonske zavjere i stereotipa o Židovima kao bogoubojicama.
- Viktimizacija, poricanje vlastitih zločina[44] i naglašavanje tuđih.
- Ksenofobija, iracionalna mržnja i nepovjerenje prema svemu stranom.[45]
- Homofobija, mržnja prema homoseksualcima i pripadnicima seksualnih manjina.[39]

## Kritike
Srpski filozof Pero Slijepčević 1938. godine piše da je kršćanstvo svečovječansko, nadnacionalno, i kao takvo sasvim suprotno od kulta predaka. On kritizira stajalište "srpskog patrijarhalca" koji je ostao nasred puta i čije je kršćanstvo više nacionalno nego ekumensko. Svetosavlje se smatra izvorom nesnošljivosti i protuzapadnjaštva u srpskom društvu.
Izvještaj Helsinškog odbora za ljudska prava za 2007. godinu ocjenjuje da Srpska pravoslavna crkva zapostavlja univerzalne poruke evanđelja, klizeći u nacionalizam, i da su dva glavna obilježja njenog djelovanja antikomunizam i filetizam, kojima pokušava sprovesti "čišćenje" srpskog nacionalnog identiteta od posljedica komunističke ideologije. Ista organizacija izvještava da su generatori antisemitizma u Srbiji razni desničarski pokreti i organizacije (Obraz, Sveti Justin Popović, Dveri srpske, Nomokanon...) koje djeluju uz blagoslov SPC.
Sociolog religije Mirko Đorđević također žestoko kritizira pojavu antisemitizma među kršćanima:
Đorđević ocjenjuje da su vodeći ljudi SPC tzv. justinovci i nikolajevci, koji su svojim konzervativnim shvaćanjima u sukobu su s tekovinama suvremenog društva. On napominje da unutar SPC postoje i oni koji su za ekumenski dijalog, dok drugi ostaju "zarobljenici etnofiletizma", pa čak proglašavaju pravoslavnog carigradskog patrijarha Bartolomeja I. heretikom zbog zalaganja za ekumenizam. On podsjeća da se zbog srastanja SPC i države zaboravlja da je misija Crkve evangelizacija, a ne klerikalizacija i da je Crkva spasenjska ustanova a ne politička organizacija.
Pojava nacionalizma u crkvi je postala predmet kritike ne samo laičke javnosti, već i pojedinih episkopa SPC, koji ovakvo djelovanje ocjenjuju kao "gradnju građevine raskolničkog duha". Vladika Grigorije podsjeća da skrivanje iza ideje srpstva, svetosavlja i "čuvarice narodnog bića", pokazuje "nespremnost i nesposobnost za pastirske izazove vremena", odnosno "nesposobnost da budemo Crkva".

## Vanjske poveznice
Zastupnici:
- Nikolaj Velimirović, Nacionalizam Svetog Save  Arhivirana inačica izvorne stranice od 8. studenoga 2012. (Wayback Machine) (srp.)
- Željko I. Poznanović: Geopolitika Svetog Save[neaktivna poveznica] (srp.)
- Boško Obradović, Rađanje ideje Svetosavlja  Arhivirana inačica izvorne stranice od 1. rujna 2009. (Wayback Machine) (srp.)
- Justin Popović, Svetosavlje kao filozofija života  Arhivirana inačica izvorne stranice od 29. studenoga 2009. (Wayback Machine) (srp.)
- Nebojša Krstić, Pravoslavlje i demokracija  Arhivirana inačica izvorne stranice od 5. travnja 2010. (Wayback Machine) (srp.)
- Nemanja Mrđenović, Ni lijevo ni desno  Arhivirana inačica izvorne stranice od 11. kolovoza 2010. (Wayback Machine) (srp.)
- Bojan Mitić, Država sa Božjim blagoslovom  Arhivirana inačica izvorne stranice od 13. srpnja 2010. (Wayback Machine) (srp.)
- Dragan Subotić, Ljotić i Vasiljević o staležima, staleškoj demokraciji i organskoj staleškoj državi  Arhivirana inačica izvorne stranice od 4. rujna 2009. (Wayback Machine) (srp.)

Kritičari:
- Maria Falina, Svetosavlje: A Case Study in the Nationalization of Religion  Arhivirana inačica izvorne stranice od 4. ožujka 2016. (Wayback Machine) (engl.)
- Jovan Byford, Potiskivanje i poricanje antisemitizma  Arhivirana inačica izvorne stranice od 21. studenoga 2008. (Wayback Machine) (srp.)
- „Stephen Roth Institute“ o antisemitizmu i rasizmu u Srbiji 2005.  Arhivirana inačica izvorne stranice od 15. prosinca 2006. (Wayback Machine) (engl.)
- Srpska pravoslavna crkva i novi srpski identitet  Arhivirana inačica izvorne stranice od 21. studenoga 2008. (Wayback Machine) (srp.)
- Nikolaj Velimirović apostol nacionalizma  Arhivirana inačica izvorne stranice od 29. listopada 2013. (Wayback Machine) (srp.)
- Mirko Đorđević, Kanonizacija "proroka" antisemitizma  Arhivirana inačica izvorne stranice od 26. svibnja 2010. (Wayback Machine) (srp.)
- Pismo vladike Grigorija arhijerejima SPC  Arhivirana inačica izvorne stranice od 12. prosinca 2008. (Wayback Machine) (srp.)
- [neaktivna poveznica]